# Bat'leth
（克林貢語：betleH，粗略發音：[ˈbɛtʰlɛx]）是一種雙面兵器，刀刃呈弧形，其中一面有三個握把。這種兵器是《星艦迷航記》系列中克林貢人特有的近戰武器，由電視劇《銀河飛龍》的特效師丹·柯瑞設計，參考自中國的偃月刀。Mek'leth（克林貢語稱作meqleH）是Bat'leth衍生出的一種較小的版本，以北部藏族的馬刀為原型。

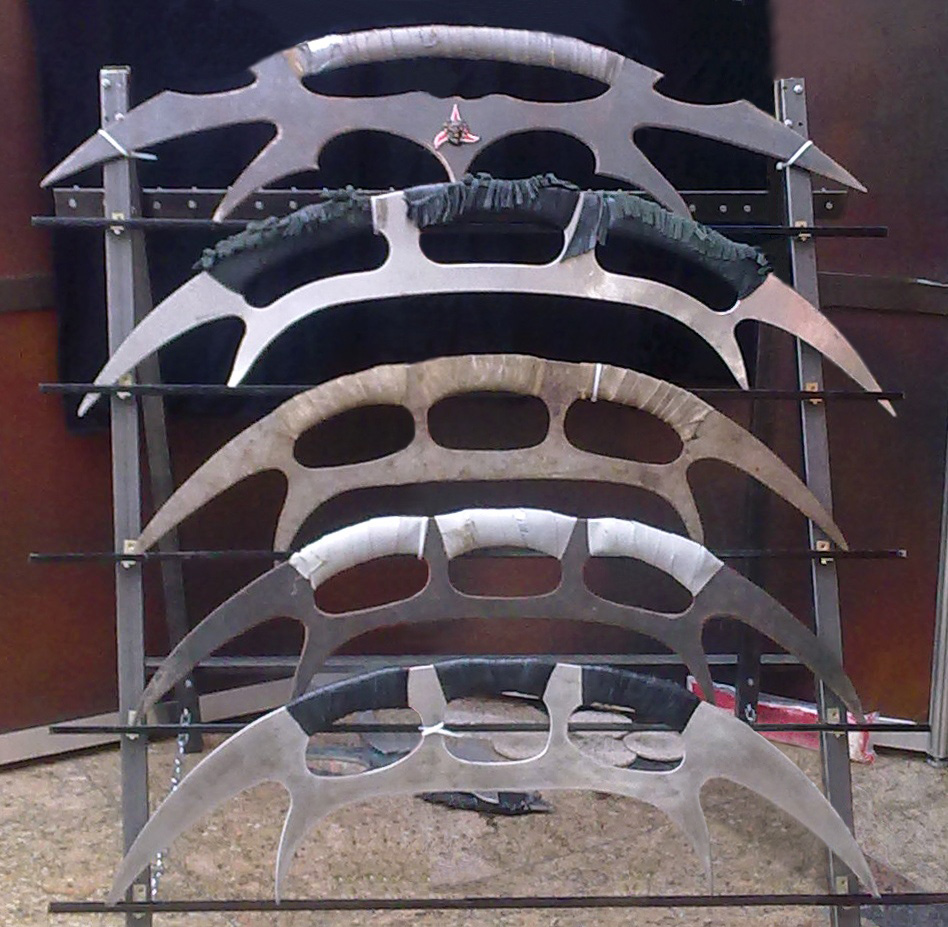
Bat'leth的複製品（最上面的那一把是Kahless之劍）

在電視劇的某些集數中，Bat'leth扮演著重要的角色，而後還出現在電影版和改編遊戲中。Bat'leth是粉絲們心目中的《星艦迷航記》代表性物品之一，且多次出現在其他媒體中，如科幻電視劇《星際奇兵：SG-1》（2002年）和電影《一級玩家》（2018年）等。不過在英國和美國，曾有與Bat'leth相關的違法行為發生。

## 外觀與設計
Bat'leth長1.16（3.8英尺）至1.5（4.9英尺）左右，重量通常超過5公斤，其兩面刀刃呈弧形，兩端各有兩個尖角。Bat'leth的其中一面有三個握把，便於使用者快速旋轉刀刃和近戰。
1990年，在獲得製作人瑞克·博曼同意後，特效師丹·柯瑞為電視劇《銀河飛龍》的主要角色之一沃尔夫（克林貢人，由麥可·道恩飾演）設計了Bat'leth。Bat'leth的設計參考自中國的偃月刀。身兼武術家的柯瑞也為Bat'leth設計了一套使用動作，這套動作有些類似進行儀式時跳的舞蹈和太極拳。1995年，柯瑞又根據北部藏族的馬刀設計了Bat'leth的縮小版「Mek'leth」，讓道恩飾演的武夫在《銀河前哨》中使用。Mek'leths是種單手用武器，外型像彎刀，大小大概是Bat'leth的一半。

## 在《星艦迷航記》中

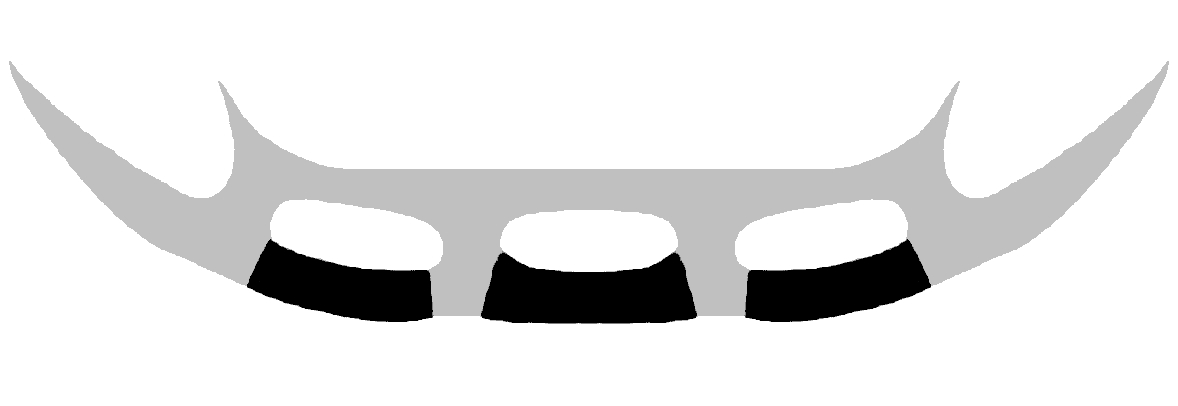
一把普通版的Bat'leth

在《星艦迷航記》中，克林貢人Kahless在西元625年左右首度打造了Bat'leth。據克林貢人的神話，當時Kahless先將他的頭髮扔進Kri'stak火山的岩漿中，接著將頭髮泡進Lursor湖裡冷卻、塑形並強化，鍛造出刀刃。這把Bat'leth被稱作「Kahless之劍」，Kahless用它殺死了名為Molor的暴君。Kahless之劍後來被入侵克林貢的種族Hur'q偷走。在《銀河前哨》的一集《Kahless之劍》中，沃尔夫與另一位克林貢人Kor重新發現Kahless之劍，但最後他們決定將它傳送進太空，避免他們用這把劍自相殘殺。不過，Kahless之劍與普通的Bat'leth不同，前者有五個尖角、一個握把，而後者則有四個尖角、三個握把。
在克林貢語中，Bat'leth最早稱作「batlh'etlh」，後來精簡成「betleH」。batlh'etlh這個詞有「榮耀之劍」的意味，在克林貢人的社會中是很寶貴的物品。Bat'leth是用一種強化金屬「baakonite」製成的。
Bat'leth出現在《銀河飛龍》、《星際爭霸戰：重返地球》、《銀河前哨》和《企業號》的其中29集中。1994年上映的電影版《星艦迷航記VII：日換星移》裡也有出現Bat'leth。Mek'leth在《銀河前哨》和電影版《星艦迷航記VIII：戰鬥巡航》（1996年）中出場。電子遊戲方面，Bat'leth出現在《星艦迷航記：克林貢》（1996年）和《Star Trek: The Next Generation: Klingon Honor Guard》（1998年）中，而Kahless之劍則出現在《星艦迷航記：星際傳奇》（2000年）裡。Bat'leth於《銀河飛龍》的其中一集《團圓》中初登場，劇中武夫教導兒子亞歷山大（Alexander）如何使用Bat'leth，並用Bat'leth殺死了兇手Duras，為死去隊友K'Ehleyr報仇。在《星際爭霸戰：重返地球》的一集《亡者之船》和《銀河前哨》的一集《Tacking into the Wind》裡，Bat'leth佔有很重要的地位。在前者中，杜沃克透過Bat'leth教導貝拉娜·朵芮絲有關她身世的事，而在後者中，武夫透過一場Bat'leth決鬥殺死了克林貢最高議會的領導者高隆，將克林貢總理的職位交給馬托克將軍。Bat'leth和Mek'leths後來也有在《星際爭霸戰：發現號》中登場，但外觀有所改變。於2020年發布的《星艦迷航記》動畫《星際爭霸戰：底層甲板》中，也有出現Bat'leth。

## 影響

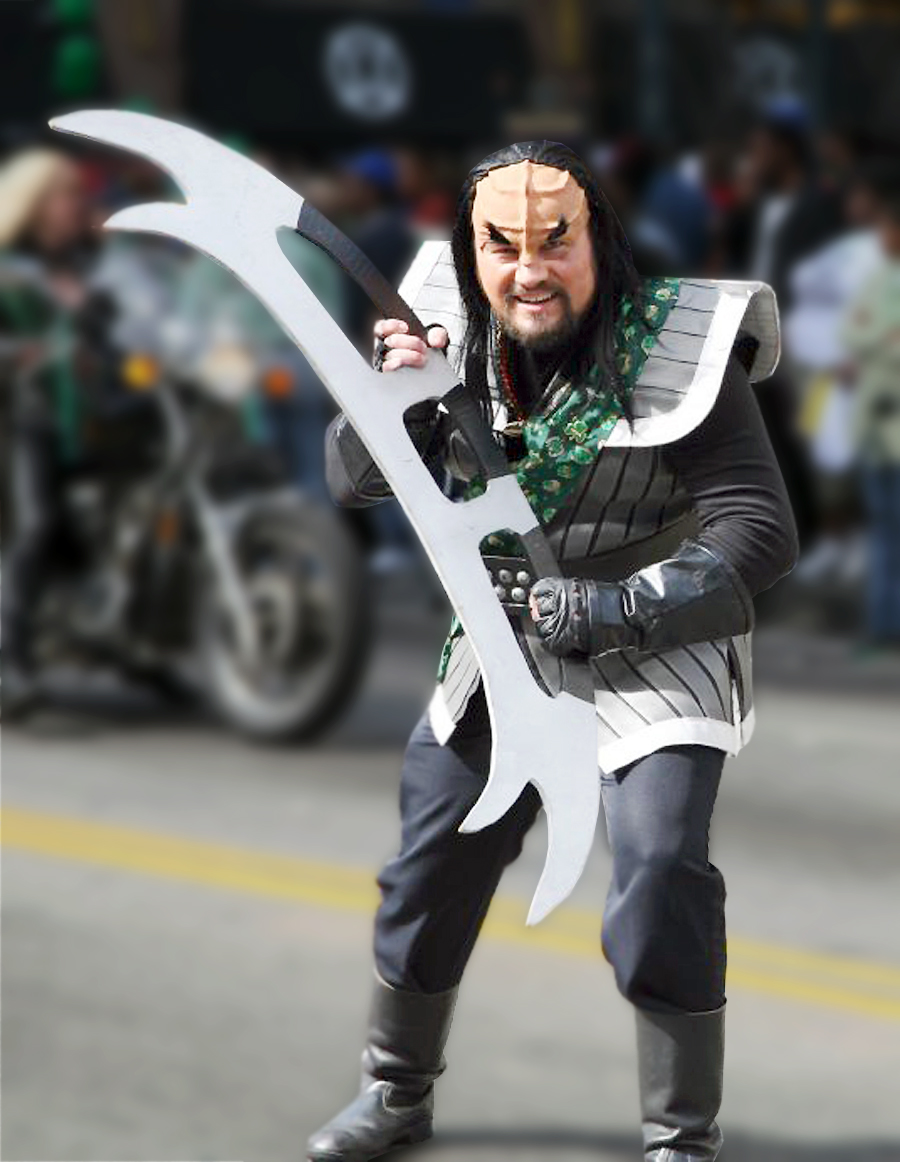
一位身穿克林貢人服裝、手持Bat'leth的Cosplayer

Bat'leth在粉絲的心目中佔有一定的地位，設計者丹·柯瑞也稱Bat'leth為「《星艦迷航記》的代表性物品」。Bat'leth的複製品十分常見，在許多商店（如複製品商店、武器販賣店和當鋪）都可以買得到。它們被粉絲們當作克林貢人服裝的一部份來收藏。曾製作過《星艦迷航記》和《星際大爭霸》的羅蘭·D·摩爾也在他的辦公室擺了一把Bat'leth。不過，因為Bat'leth的複製品可能會造成危險，因此Bat'leth在部分地區被列為違禁品（見#合法問題）。
Bat'leth的受歡迎程度讓許多武術團隊逐漸出現。這些團隊的目標是設計出一種與柯瑞不同的Bat'leth武術，他們模仿過的對象包含柔術、劍道和雙節棍。MileHiCon和StarCon上甚至舉辦過Bat'leth武術大賽。
Bat'leth也出現在其他電視劇中，包含科幻電視劇《星際奇兵：SG-1》的集數《多出的人》（The Other Guys，2002年）、偵探電視劇《神經妙探》的《蒙克大戰眼睛蛇》（Mr. Monk vs. the Cobra，2005年）、動作喜劇《宅男特務》的《Chuck Versus the Beard》（2010年）和情境喜劇《宅男行不行》的《The Zarnecki Incursion》（2011年）。在電影《一級玩家》（2018年）中，Bat'leth也有以彩蛋的方式出現。

## 合法問題
Bat'leth的複製品通常都是用金屬製成的，有一定的危險性。一位英國警方發言人表示，不鏽鋼製的Bat'leth「光從字面上來看就讓人想要將之列為違禁品」。媒體在報導以Bat'leth為犯案工具的罪案時，也曾以「弧形雙尖克林貢劍」（double-pointed Klingon crescent-shaped sword）、「克林貢劍」（Klingon-type sword）或「雙尖彎刀」（double-pointed scimitar）等來稱呼Bat'leth。

### 英國
在英國，私下擁有Bat'leth並不違法，但若有犯罪嫌疑就可能會被扣押。Bat'leth被歸類為武器，將之攜帶至公共場合是違法的。2006年，格洛斯特郡警局查獲一把Bat'leth。2008年，牛津的一位17歲少年企圖將Bat'leth偷渡進學校時被逮到，警方表示「這種武器極其恐怖」。最後，這位少年必須在少年感化機構待6個月。2009年，達拉謨郡比林漢姆的一位男子因在街道上攜帶Bat'leth而被捕。在法庭文件中，Bat'leth又被稱為「多刃劍」（multi-bladed sword）。法官說，「我這輩子從未見過這種事」。這位男子在提賽德皇室法院認罪，被判入獄13個星期。這把Bat'leth被沒收並銷毀。2009年，在蘭開夏郡的阿克寧頓，警方緝獲了一把Bat'leth。2017年，又有一把Bat'leth被警方查獲。2019年2月，在柴郡的威德尼斯，由於當地發生一起傷人案件，警方突擊搜查一名少年嫌疑犯的住處，搜到一把Bat'leth和許多武器。雖然如此，警方表示，這名少年並不會因為私藏這把Bat'leth而面臨法律責任。

### 美國
在美國，各個州對Bat'leth是否合法的規定都不同。2009年2月，在科羅拉多州的科羅拉多泉，有人用Bat'leth搶劫了兩家7-Eleven。科羅拉多泉警局表示，Bat'leth是一種致命的武器。在紐澤西州，Bat'leth被認定為武器，可能會被扣押。2010年，聯邦調查局（FBI）在攻進一位醫療保險詐欺犯的豪宅時，查獲並扣押了許多武器，其中包含一把Bat'leth。2012年，美國運輸安全管理局（TSA）在拉瓜地亞機場查獲有旅客試圖將類似Bat'leth放在隨身行李中攜帶。類似事件於2015年在波多黎各的路易斯·穆尼奧斯·馬林國際機場再度發生。